# Rufus Bowen

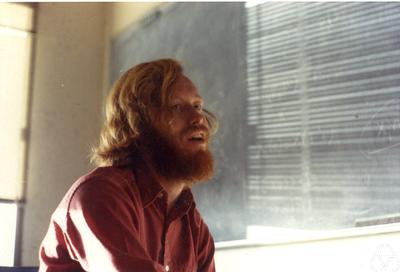
Rufus Bowen

Robert Edward „Rufus“ Bowen (* 23. Februar 1947 in Vallejo in Kalifornien; † 30. Juli 1978 in Santa Rosa, Kalifornien) war ein amerikanischer Mathematiker, der sich mit Graphentheorie und dynamischen Systemen beschäftigte.

## Leben
Bowen wuchs in Fairfield auf und schrieb seine ersten mathematischen Arbeiten mit 17 Jahren. Sie behandelten die Graphentheorie, er bestimmte beispielsweise mit einem Computer alle minimalen Dreiecksgraphen (minimal triangle graphs) mit bis zu 14 Eckpunkten und alle Triangulationen der Sphäre mit bis zu zwölf Eckpunkten. Er studierte an der University of California, Berkeley, wo er 1970 bei Stephen Smale mit der Dissertation Topological Entropy and Axiom {\displaystyle A} promoviert wurde.
Im selben Jahr wurde er Fakultätsmitglied. 1974 war er Invited Speaker auf dem Internationalen Mathematikerkongress (ICM) in Vancouver (Symbolic dynamics for hyperbolic flows). Ebenfalls 1974 erhielt er ein Forschungsstipendium der Alfred P. Sloan Foundation (Sloan Research Fellowship). 1975 erschien sein Buch Equilibrium States and the Ergodic Theory of Anosov Diffeomorphisms in den Lecture Notes in Mathematics beim Springer-Verlag. 1977 wurde er Professor in Berkeley, starb aber schon ein Jahr später mit nur 31 Jahren an einer Gehirnblutung (als Folge eines Aneurysmas) im Urlaub. Zu der Zeit war er schon eine zentrale Figur in seinem Arbeitsfeld. Von ihm stammen wegweisende Untersuchungen über symbolische Dynamik, invariante Maße, topologische Entropie und Markow-Zerlegungen.
In seinem Andenken finden seit 1981 an der University of California, Berkeley alle zwei Jahre Bowen-Lectures statt (gestiftet von einem anonymen ehemaligen Studenten von Bowen).
Zu seinen Doktoranden zählt Lai-Sang Young.

## Werke
- Topological Entropy and Axiom {\displaystyle A}. Dissertation, University of California, Berkeley 1970.
- Jean-René Chazottes (Hrsg.): Equilibrium States and the Ergodic Theory of Anosov Diffeomorphisms. (Lecture Notes in Mathematics; Band 470). 2. durchges. Auflage. Springer-Verlag, Berlin 2008, ISBN 978-3-540-77605-5.